# 29 d'abril
El 29 d'abril és el cent dinovè dia de l'any del calendari gregorià i el cent deuè en els anys de traspàs. Queden 246 dies per finalitzar l'any.

## Esdeveniments
Països Catalans
- 1011 - primera menció documentada de Viladecans
- 1153 - Siurana, Priorat: Ramon Berenguer IV completa la conquesta del valiat, el darrer reducte moro al Principat de Catalunya.
- 1708 - Puigcerdà, Cerdanya: les tropes borbòniques ocupen la vila (guerra de Successió).
- 1814 - Barcelona: les tropes franceses de Napoléo I es retiren de la ciutat, acabant-ne l'ocupació.
- 1863 - Barcelona: S'incendia el Teatre Circ Barcelonès.
- 1925 - S'inaugura el recinte del Trinquet de Manises[1]
- 1998 - València: El FC Barcelona guanya la Copa del Rei de futbol al derrotar el Reial Club Deportiu Mallorca a l'estadi Lluís Casanovas.
- 2013 - Londres: El Celler de Can Roca és escollit primer restaurant del món segons la revista britànica The Restaurant Magazine.[2]

Resta del món
- 1429 - Guerra dels Cent Anys: Joana d'Arc trenca el setge d'Orleans dels anglesos.
- 1672 - Guerra francoholandesa: Lluís XIV de França ocupa els Països Baixos.
- 1770 - James Cook arriba a Austràlia: és el primer europeu que hi desembarca.
- 1945
  - Segona Guerra Mundial: rendició de l'exèrcit alemany d'Itàlia.
  - Berlín, Alemanya: Adolf Hitler i Eva Braun es casen.
  - El camp de concentració de Dachau és alliberat per les tropes nord-americanes.
- 1957 - Bill Russell entra a jugar a l'NBA
- 1970 - Guerra del Vietnam: Els Estats Units i Vietnam del Sud envaeixen Cambodja per acabar amb el Viet Cong.
- 2004
  - Nova York, EUA: el Consell de Seguretat de les Nacions Unides aprova una de la cinquantena d'extensions del mandat de la missió de la MINURSO al Sàhara Occidental, amb la intenció de forçar l'aprovació del pla Baker.
  - Fal·luja (l'Iraq): els Estats Units pacten amb la resistència sunnita la fi del setge de la ciutat, que ha causat la mort de 7 o 8 centenars d'iraquians; havia començat el dia 5 i les tropes estatunidenques se'n retiraran l'endemà.
- 2005 - Líban: amb la retirada de les tropes sirianes s'acaba l'ocupació d'aquest país durant 29 anys.
- 2006 - L'Havana, Cuba: Evo Morales, president de Bolívia subscriu l'adhesió del país al tractat internacional conegut com a Alternativa Bolivariana de les Amèriques (ALBA).
- 2011 - Londres: Casament de Guillem de Gal·les i Catherine Middleton

## Naixements
Països Catalans
- 1815 - Santa Maria d'Oló: Joan Plans i Costa, adroguer, alcalde de Sabadell i president de Caixa d'Estalvis de Sabadell.
- 1852 - Alcoi: Vicent Costa i Nogueras, compositor i pianista (m. 1919).[3]
- 1872 - Barcelona: Manuel Martínez Hugué, conegut com a Manolo Hugué, o simplement Manolo, artista noucentista polifacètic que rebé influències avantguardistes. Destacà com a escultor, pintor i dissenyador de joies (m. 1945).[4]
- 1880 - Vilanova i la Geltrú: Magí Marcé i Segarra, polític català i alcalde de Sabadell.
- 1914 - València: Beatriu Civera, novel·lista valenciana (m. 1995).[5]
- 1930 - Manacor: Miquel Àngel Riera Nadal, escriptor mallorquí (m. 1996).[6]
- 1954 - Finestrat: Encarnación Llinares Cuesta, metgessa i política valenciana, ha estat diputada a les Corts Valencianes i senadora.[7]
- 1958 - Alcoi: Pilar Almeria Serrano, actriu i directora teatral valenciana.[8]
- 1975 - 
  - Barcelona: Betsabé García Álvarez, filòloga i escriptora catalana, especialista en la història del discurs feminista.[9]
  - Barcelona: Rebeka Brown, cantant vocalista de música house.
- 1980 - Barcelona: Marc Clotet, actor català de cinema, televisió i teatre.
- 1988 - Blanes: Bàrbara Ardanuy i Queldra, compositora i flabiolaire catalana.

Resta del món
- 1667 - (Inverbervie, Kinkardineshire, (Escòcia): John Arbuthnot, conegut normalment com a Dr. Arbuthnot, escriptor, metge i matemàtic britànic conegut per ser el creador del personatge de ficció John Bull (m. 1735).[10]
- 1780 - Besançon, França: Charles Nodier, escriptor francès (m. 1844).[11]
- 1854 - Nancy, França: Henri Poincaré, matemàtic francès (m. 1912).[12]
- 1863 - 
  - Alexandria, Egipte: Konstandinos Petru Kavafis, poeta en grec, autor del Viatge a Ítaca musicat per Lluís Llach (m. 1933).[13]
  - San Francisco, Califòrnia, EUA: William Randolph Hearst, editor nord-americà (m. 1951).[14]
- 1875 - Adelaida, Austràlia Meridional: Margaret Preston, pintora modernista i gravadora australiana.[15]
- 1876 - Ejersa Goro, Etiòpia: Zewditu, primera emperadriu regnant de l'Imperi Etiop (m. 1930).[16]
- 1885 - Albany, Geòrgia (USA): Wallingford Riegger, compositor musical estatunidenc, conegut per les seves obres orquestrals, per a la dansa moderna i el cinema (m. 1961).[17]
- 1893 - Walkerton, Indiana, EUA: Harold Clayton Urey, químic nord-americà i Premi Nobel de Química de l'any 1934 pels seus estudis sobre la bioquímica prebiòtica (m. 1981).[18]
- 1894 - Viena: Marietta Blau, física austríaca, especialista en la física de partícules.[19]
- 1895 - 
  - Sant Petersburg: Vladímir Prop, fou un erudit rus dedicat a investigar el conte com a gènere literari (m. 1970).
  - Ashford, Kent (Regne Unit): Malcolm Sargent, director d'orquestra i músic britànic (m. 1967).[20]
- 1899 - Washington DC, Districte de Colúmbia, EUA: Duke Ellington, trompetista de jazz (m. 1974).[21]
- 1901 - Tòquio, Imperi Japonès: Hirohito, emperador del Japó (m. 1989).[22]
- 1907 - Viena, Imperi Austrohongarès: Fred Zinnemann, productor i director de cinema austro-americà.
- 1917 - 
  - Nova York, EUA: Celeste Holm, actriu nord-americana.
  - Kíiv, Ucraïna: Maya Deren, una de les principals realitzadores del cinema experimental nord-americà dels anys 40 (m. 1961).[23]
- 1922 - Brussel·les: Toots Thielemans, músic de jazz especialitzat en l'harmònica, ocasionalment intèrpret de guitarra i compositor (m. 2016).
- 1924 - París: Renée Jeanmaire, ballarina de ballet, cantant i actriu parisenca.[24]
- 1930 - Dinan, França: Jean Rochefort, actor francès.[25]
- 1936 - 
  - Mumbai (Índia): Zubin Mehta, director d'orquestra indi.[26]
  - Avellaneda: Alejandra Pizarnik, poeta i traductora argentina (m. 1972).[27]
- 1940 - Nova York (EUA): Peter A. Diamond, economista estatunidenc, Premi Nobel d'Economia de l'any 2010.[28]
- 1956 - Roma: Donatella Di Cesare, filòsofa i acadèmica italiana.[29]
- 1957 - 
  - Culleredo, la Corunya: Pilar Pallarés García, filòloga, poeta, assagista, crítica literària i professora gallega.
  - Londres, Regne Unit: Daniel Day-Lewis, actor britànic.
- 1958 - Santa Ana (Califòrnia), EUA: Michelle Pfeiffer, actriu nord-americana.
- 1968 - Rijeka: Kolinda Grabar-Kitarović, política croata, ha estat ministra, ambaixadora i Presidenta de Croàcia, primera dona que ha estat elegida presidenta de la república.[30]
- 1970
  - Las Vegas, Nevada, EUA: Andre Agassi, tennista nord-americà.[31]
  - Boston, Massachusetts, EUA: Uma Thurman, actriu nord-americana.
- 1973 - Pamplona: Jesús María Serrano Eugui, futbolista del Gimnàstic de Tarragona entre altres equips.
- 1975 - Bangkok: Eric Koston patinador de monopatí tailandès resident als Estats Units.
- 1977 - Síria: Razan Zaitouneh, advocada pels drets humans i activista social siriana.
- 1979 - Madrid: Tania Sánchez Melero, política espanyola, ha estat diputada a l'Assemblea de Madrid.[32]
- 2007 - Madrid: Sofia de Borbó i Ortiz, Infanta d'Espanya.

## Necrològiques
Països Catalans
- 1347 - València: Maria de Navarra, infanta del regne de Navarra i reina de la Corona d'Aragó (1338-1347) (n. ~1330).
- 1712 - València: Joan Baptista Cabanilles, organista i compositor de música barroca (n. 1644).
- 1909 - Barcelona: Amalia Domingo Soler, espiritista, escriptora i feminista (n. 1909).
- 1911 - Palma: Manuela de los Herreros Sorà, escriptora i administradora mallorquina (n. 1845).[33]
- 1916 - Barcelona: Pacià Ross i Bosch, dibuixant, pintor i il·lustrador carlista català (n. ca. 1851).
- 1943 - Barcelona: Ricard Viñes i Roda, pianista català (n. 1875).
- 1959 - Sierra de Valdemecas, Conca: Joaquim Blume i Carreras, gimnasta català.
- 1970 - Barcelona: Margarida Orfila Tudurí, compositora, pianista i professora de música menorquina (n. 1889).[34]
- 1975 - Barcelona: Agustí Duran i Sanpere, historiador, arxiver i arqueòleg català (n. 1887).
- 2022 - Girona: Maria Antònia Canals i Tolosa, mestra i matemàtica, cofundadora de l'Associació de Mestres Rosa Sensat (n. 1930).[35]

Resta del món
- 1380 - Roma, Estats Pontificis: Santa Caterina de Siena, religiosa italiana.[36]
- 1827 - Sharon (Massachusetts): Deborah Sampson, dona que va participar com a soldat en la Revolució americana, i una de les primeres professores del país (n. 1760).[37]
- 1893 - Wellington, Nova Zelanda: John Ballance, primer ministre de Nova Zelanda de 1891 a 1893 (n. 1839).[38]
- 1930 - Atenes: Maria Poliduri, poeta neoromàntica grega (n. 1902).[39]
- 1933 - Alexandria, Egipte: Konstandinos Kavafis, poeta grec.
- 1951 - Cambridge, Regne Unit: Ludwig Wittgenstein, filòsof austro-anglès (n. 1889).[40]
- 1953 - París: Alice Prin, pintora, actriu, model i cantant de cabaret francesa.[41]
- 1967 - Berlín (Alemanya): Anthony Mann, director i productor de cinema estatunidenc (n. 1906).
- 1976 - Moscou (Rússia): Anna Barkova, poetessa soviètica, periodista, dramaturga, assagista (n. 1901).[42]
- 1980 - Los Angeles, Califòrnia, EUA: Alfred Hitchcock, director de cinema anglès.
- 1999 - Pequín (Xina): Yao Xueyin, escriptor xinès, Premi Mao Dun de Literatura de l'any 1982 (n. 1910).[43]
- 2011 - Tucson: Joanna Russ, escriptora i activista feminista radical (n. 1937).[44]
- 2014 - Guiza: Bassem Sabry, periodista, bloguer i defensor dels drets humans egipci.[45]
- 2016 - Xi'an, Shaanxi (Xina): Chen Zhongshi, escriptor xinès, Premi Mao Dun de Literatura 1997 (n. 1942).[46]

## Festes i commemoracions
- Dia Internacional de la Dansa
- Festa local de Vilassar de Dalt, a la comarca del Maresme
- Santoral:
  - Sant Tíquic, un dels Setanta deixebles;[47]
  - Santa Caterina de Siena, religiosa i Doctora de l'Església;
  - Sant Germà d'Alexandria, bisbe;
  - Germà de Nicomèdia màrtir;
  - Sever de Nàpols, bisbe;
  - Hug de Cluny, abat;
  - Robert de Molesme, abat i cofundador de l'Orde del Cister, només al calendari cistercenc; esglésies ortodoxes: